# Campeonato Paulista de Futebol de 1963 - Primeira Divisão
O Campeonato Paulista de Futebol de 1963 - Primeira Divisão foi a 17.ª edição do torneio promovida pela Federação Paulista de Futebol, e equivaleu ao segundo nível do futebol do estado de São Paulo. O América de São José do Rio Preto conquistou o segundo título da competição, sendo o primeiro time a realizar tal feito, e obteve o acesso para o Campeonato Paulista de Futebol de 1964.

## Forma de disputa
Na primeira fase as 22 equipes foram divididas em 3 grupos, disputado por pontos corridos em turno e returno. Classificaram-se para a fase final os 3 mais bem colocados de cada grupo, também disputado nos mesmos moldes da fase anterior.

## Jogos decisivos
| 15 de abril de 1964 | América                            | 2 – 1 | AA Votuporanguense | São José do Rio Preto                        |
|                     | Cuca 29' · Cardoso (penal) 85' 2ºT |       | Flávio 64'         | Renda: Cr$ 2.129.000,00 Árbitro: José Edesio |

O título apenas foi confirmado com a derrota da Portuguesa Santista para a Ponte Preta por 2 x 1, realizado no dia 22/04. Este resultado manteve o América com vantagem de 3 pontos (22 contra 19) para a rodada final. Sendo assim, a última partida foi um dia festivo em São José do Rio Preto, com direito a fanfarra, entrega de faixas e desfile.

| 26 de abril de 1964 | América                            | 5 – 1 | AA São Bento | São José do Rio Preto                                  |
|                     | Celino 5' 59' · Valter 49' 75' 79' |       | Josué 44'    | Renda: Cr$ 1.763.300,00 Árbitro: José Edesio de Araujo |

América: Reis (Mané), Bertolino, Santo e Mota; Celino e Tubá; Cuca, Valter, Cardoso, Gaúcho e Dirceu.

## Elenco campeão[2]
- Reis (goleiro)
- Mané (goleiro)
- Santo (zagueiro-central)
- Tubá (quarto-zagueiro)
- Ambrósio (zagueiro)
- Bertolino (lateral-direito)
- Gutemberg (lateral-direito)
- Carlos (lateral-direito)
- Murilo (lateral)
- Mota (lateral-esquerdo)
- Celino (médio-volante)
- Gaúcho (meia-armador)
- Válter (atacante)
- Cuca (ponta-direita)
- Dirceu (ponta-esquerda)
- Robertinho (ponta-esquerda)
- Valtinho (ponta-de-lança)
- Sapucaia (ponta-de-lança)
- Cardoso (ponta-de-lança)
- Treinador: Rubens Minelli

## Classificação da fase final
| 1 | América (São José do Rio Preto)   | 24 |
| 2 | Taubaté (Taubaté)                 | 20 |
| 3 | Portuguesa Santista (Santos)      | 19 |
| 4 | Estrada Sorocabana (Sorocaba)     | 18 |
| 5 | Corinthians (Presidente Prudente) | 15 |
| 6 | Batatais (Batatais)               | 14 |
| 6 | AA Votuporanguense (Votuporanga)  | 14 |
| 6 | Ponte Preta (Campinas)            | 14 |
| 9 | AA São Bento (Marília)            | 04 |

## Premiação
| Campeonato Paulista de 1963 - Primeira Divisão |
| ---------------------------------------------- |
| América Campeão (2º título)                    |